# Американская история ужасов: Нежность
«Америка́нская исто́рия у́жасов: Не́жность» (англ. American Horror Story: Delicate) — двенадцатый сезон телесериала-антологии «Американская история ужасов», основанный на книге Элли Роллинс «Деликатное состояние». В состав актёров вернулись Эмма Робертс, Билли Лурд, Денис О’Хэр, Лесли Гроссман, Доминик Бёрджесс и Закари Куинто, в ролях также появились Ким Кардашьян, Мэтт Зукри и Эмджей Родригес. Сериал был создан Райаном Мерфи и Брэдом Фэлчаком для кабельного телеканала FX, и производится компанией 20th Century Fox Television.
Сезон был выпущен 20 сентября 2023 года и состоит из двух частей.

## Актёрский состав

### Главные роли
- Эмма Робертс — Анна Виктория Элкотт[1][2]
- Мэтт Зукри — Декстер Хардинг, мл.[2][3]
- Ким Кардашьян — Шивон Корбин[1][2]
- Аннабель Декстер-Джонс — Соня Шокросс / Аделин Хардинг[2][4]
- Эмджей Родригес — Николетт[2][5]
- Денис О’Хэр — доктор Эндрю Хилл[2]
- Кара Делевинь — Айви Эренрайк[2][6]
- Джули Уайт — Ио Причер[2]
- Мааз Али — Камаль

### Периодические появления
- Джулиана Кэнфилд — Талия Томпсон
- Тави Гевинсон — Кора
- Зо Типп — Тео
- Билли Лурд — Эшли[2]
- Лесли Гроссман — Эшли[2]
- Дебра Монк — Вирджиния Хардинг[2]
- Доминик Бёрджесс[англ.] — Хэмиш Мосс[2]
- Тейлор Ричардсон — Бабетт Ино
- Эшли Аткинсон[англ.] — Сьюзан
- Рид Бирни — Декстер Хардинг
- Одесса А’Зион[англ.][7]

### Гости
- Закари Куинто[8]

## Эпизоды
| Часть 1 |   |                                                |                |               |                  |        |       |
| 124     | 1 | «Умножь свою боль» «Multiply Thy Pain»         | Джессика Ю     | Хэлли Файффер | 20 сентября 2023 | CATS01 | 0,454 |
| 125     | 2 | «Баю-баюшки-баю» «Rockabye»                    | Дженнифер Линч | Хэлли Файффер | 27 сентября 2023 | CATS02 | 0,318 |
| 126     | 3 | «Когда ломается ветка» «When the Bough Breaks» | Дженнифер Линч | Хэлли Файффер | 4 октября 2023   | CATS03 | 0,366 |
| 127     | 4 | «Исчезающий близнец» «Vanishing Twin»          | Джон Дж. Грей  | Хэлли Файффер | 11 октября 2023  | CATS04 | 0,358 |
| 128     | 5 | «Проповедь» «Preech»                           | Джон Дж. Грей  | Хэлли Файффер | 18 октября 2023  | CATS05 | 0,239 |
| Часть 2 |   |                                                |                |               |                  |        |       |
| 129     | 6 | «Премьера» «Opening Night»                     | Брэдли Бьюкер  | Хэлли Файффер | 3 апреля 2024    | CATS06 | 0,243 |
| 130     | 7 | «Аве Гестия» «Ave Hestia»                      | Дженнифер Линч | Хэлли Файффер | 10 апреля 2024   | CATS07 | 0,312 |
| 131     | 8 | «Оскар» «Little Gold Man»                      | Дженнифер Линч | Хэлли Файффер | 17 апреля 2024   | CATS08 | 0,158 |
| 132     | 9 | «Автор» «The Auteur»                           | Джон Дж. Грей  | Хэлли Файффер | 24 апреля 2024   | CATS09 | TBA   |

## Производство

### Разработка
9 января 2020 года было объявлено, что сериал «Американская история ужасов» был продлён на двенадцатый сезон. 10 апреля 2023 года соавтор сериала Мерфи подтвердил, что сезон будет основан на книге Даниэля Роллинса «Деликатное состояние» и станет первым в истории сериала сезоном, в котором Мерфи не участвует в качестве шоураннера, опирающимся на исходный текст. Мерфи также объявил, что сезон будет называться «Нежность».

### Подбор актёров
Актёр Мэтт Зукри, более известный по роли доктора Конрада Хокинса в сериале «Ординатор» (2018—2023) присоединился к актёрскому составу двенадцатого сезона 6 апреля 2023 года. 10 апреля 2023 года Мерфи объявил, что главную роль в этом сезоне будут играть «ветеран» сериала Эмма Робертс и Ким Кардашьян. Мерфи назвал сезон «амбициозным и не похожим ни на что из того, что он [сериал] когда-либо делал», а персонаж Кардашьян — «веселым, стильным и в конечном итоге страшным». Участие Кардашьян в сериале является её первым участием в телевизионной программе, которое планировалось ею и Мерфи ещё с 2022 года, после того как Мерфи впечатлила её работа в качестве ведущей в программе Saturday Night Live в октябре 2021 года.
24 апреля 2023 года, актриса Кара Делевинь была замечена на съёмках сцен сезона вместе с Эммой Робертс. На той же неделе Аннабель Декстер-Джонс и Эмджей Родригес присоединились к актёрскому составу с нераскрытыми ролями. 1 мая того же года Variety упомянул Одесса А’Зион в составе актёров сезона. В июне американский журнал People сообщил, что Закари Куинто подтвердил, что появится в сезоне в эпизодической роли. Актёр также высоко оценил игру Кардашьян, заявив: «Я не думаю, что она нуждается в моих советах. Она, кажется, действительно в своей стихии, и я был очень впечатлен её духом и открытостью».

### Съёмки
1 мая 2023 года во время мероприятия Met Gala Кардашьян сообщила журналу Variety, что съёмки сезона начались, и сцены с её участием будут сниматься в конце этого месяца. 4 мая, на третий день забастовки Гильдии сценаристов США в Нью-Йорке, появились слухи, что съёмки были приостановлены. Однако Deadline Hollywood заявил, что съёмки двенадцатого сезона не прекращались, а актёры использовали запасной вход в студию, чтобы избежать линии пикетирования. 10 мая 2023 года было объявлено об остановке производства сезона из-за забастовки. В июле съёмки сезона были полностью остановлены из-за нарастающей забастовки SAG-AFTRA.

## Премьера

### Маркетинг
20 июля 2023 года был выпущен первый тизер-трейлер сезона. В тизере, названном прессой «зловещим», представлены беловолосые женщины в кругу и образ материнства, в том числе Кардашьян, держащая на руках ребенка; Кардашьян, Робертс и Делевинь — единственные актрисы, появившиеся на экране, причем все они пользуются ярко-красной помадой. В тизере звучит изменённая версия английского детского стиха «Rock-a-bye Baby». После просмотра тизера Кайл Дэннис из Billboard предположил, что вдохновение для создания сезона авторы черпали из фильма «Ребёнок Розмари» (1968). Полноценный трейлер был выпущен 6 сентября 2023 года.

### Трансляция
15 августа 2023 года телеканал FX объявил, что сезон будет разделён на две части, а премьера первой состоялась 20 сентября 2023 года.